# Портнов Андрій Володимирович (історик)
Портнов Андрій Володимирович (нар.17 травня 1979, Дніпропетровськ, УРСР) — український історик, редактор, есеїст, перекладач. Професор історії України в Європейському університеті Віадріна (Франкфурт-на-Одері), директор дослідницької мережі PRISMA UKRAЇNA Eastern Europe.

## Біографія
Народився 17 травня 1979 року в Дніпропетровську. Закінчив СШ № 9 з поглибленим вивченням англійської мови, де його вчителькою історії була Олена Вячеславівна Зима.
У 1996 року вступив на історичний факультет Дніпропетровського національного університету імені Олеся Гончара, який закінчив у 2001 році із відзнакою, захистивши магістерську роботу «Володимир Пархоменко: історик та його наукова спадщина». У 2001 році отримав стипендію уряду Польщі на навчання у магістратурі Студіум Східної Європи Варшавського університету, яку закінчив 2003 року з відзнакою, захистивши магістерську роботу «Польські подорожники на Балканах у XIX ст.».
Протягом 2002–2004 років навчався в аспірантурі Інституту українознавства імені І. Крип'якевича НАН України у Львові. 17 травня 2005 року захистив кандидатську дисертацію «Науково-освітня діяльність української еміграції в міжвоєнній Польщі (1919–1939)» (науковий керівник — Ярослав Ісаєвич).
Впродовж 2004–2006 років займав посаду молодшого наукового співробітника відділу історії середніх віків Інституту українознавства імені І. Крип'якевича НАН України, а у 2006–2008 роках був старшим науковим співробітником Інституту європейських досліджень НАН України в Києві.
Протягом 2006–2010 років був членом (а пізніше і головою) експертної ради програми «Соціальний капітал і академічні публікації» Міжнародного фонду «Відродження».
У 2009–2010 роках обіймав посаду радника директора Національного інституту стратегічних досліджень.
У 2006–2010 роках був редактором часопису «Україна Модерна», у 2012–2017 — редактором наукового сайту Historians.in.ua.
Був запрошеним науковим співробітником Трирського університету (2004–2006 рр.), Центру досліджень Голокосту та геноциду в Амстердамі (2007), Центру досліджень Росії, Кавказу та Центральної Європи (CERCEC) в Парижі (2010 р).
У 2012–2014 роках він був науковим співробітником Інституту перспективних досліджень Берліна (Wissenschaftskolleg zu Berlin), в 2014–2016 роках – стипендіатом фонду Олександра фон Гумбольдта при Інституті слов'янських досліджень Університету Гумбольдта в Берліні, а також – Центру сучасної історії (ZZF) в Потсдамі. У 2016–2017 роках був запрошеним дослідником Женевського університету.
У 2012–2020 роках Портнов читав курси з історії та культури України і Східної Європи в Університеті Гумбольдта в Берліні, Вільному університеті Берліна, Брюсельському вільному університеті, Базельському університеті, Ліонському інституті політичних наук. У 2017 і 2019 роках був запрошеним дослідником Інституту наук про людину (IWM) у Відні.
У 2015 році Портнов ініціював і очолив Українську Берлінсько-Бранденбурзьку дослідницьку ініціативу, яка переросла в 2017 році в дослідницьку мережу PRISMA UKRAЇNA Eastern Europe з центром в Берліні.
У травні 2018 року Портнова призначено професором історії України в Європейському університеті Віадріна.
Із 2019 року є також запрошеним професором у Потсдамському університеті.

## Нагороди
- 2008 Премія імені Єжи Ґедройця.

- 2013 Премія імені Юрія Шевельова[13].

## Творчий доробок
Андрій Портнов є автором шести книг, більше 200 наукових публікацій з історії української та радянської історіографії, польсько-українсько-російських взаємин, проблематики пам'яті та геноциду, поділів Польщі та української політики Російської імперії, історії Дніпро(петровська), досліджує особистості таких інтелектуалів, як Володимир Пархоменко, Вячеслав Заїкин, Віктор Петров, Микола Ковальський, Омелян Пріцак та інші.
Його наукові тексти були опубліковані українською, російською, польською, англійською, німецькою, французькою, японською, чеською, болгарською, угорською та білоруською мовами. Зокрема друкується в журналах «Slavic Review», «Ab imperio», «Osteuropa», «Отечественные записки», «Неприкосновенный запас», «Новое литературное обозрение», «Colta.ru» та інших. Тривалий час вів авторські колонки на сайтах «Уроки истории» та «Ab Imperio».

### Основні публікації
Книжки:
- (англ.) Дніпро. Переплетена історія європейського міста. Бостон, 2022.[15]
- (англ.) Польща та Україна. Переплетена історія, асиметричні памʼяті. Берлін, 2020.[16].
- Історії для домашнього вжитку. Есеї про польсько-російсько-український трикутник пам’яті. Київ: Критка, 2013.
- Портнов А. В. Історії істориків. Обличчя й образи української історіографії XX століття.  Київ: Критика, 2011. 245 с.
- (рос.) Портнов А. В. Упражнения с историей по-украински.  Москва: ОГИ, 2010.  215 с.
- Портнов А. В. Між «Центральною Європою» та «Русским миром»: Сучасна Україна у просторі міжнародних інтелектуальних дискусій.  К.: НІСД, 2009.  160 с.
- Портнов А. В. Наука у вигнанні: Наукова і освітня діяльність української еміграції в міжвоєнній Польщі (1919–1939).  Харків: ХІФТ, 2008.  256 с.
- Портнов А. В. Володимир Пархоменко — дослідник ранньої історії Русі. Львів: Інститут українознавства ім. І. Крип'якевича НАН України, 2003.  78 с.

Вибрані статті українською:
- Ані захвату, ані страху: Про стереотипи сприйняття України в Німеччині, у: Україна в історіях та оповідях. Есеї українських інтелектуалів, ред. Володимир Єрмоленко. Київ: Інтерньюз-Україна, UkraineWorld, 2019, с. 271–283.
- Микола Ковальський та його школа у Дніпропетровському університеті 1970–1980-х років: сторінки історії української радянської історіографії. Наукові записки Українського Католицького Університету. Львів, ч. XIII, Серія: "Історія", 2019, ч. 3, с. 117–146.
- Так починалася війна / Thus the War Began, Донбас. Перша лінія, упор. Любава Іллєнко. Київ: Фонд Ізоляція, 2016, с. 119–130.
- Український Науковий Інститут у Варшаві (1930–1939). Політика історії у міжвоєнній Європі, Україна на історіографічній мапі міжвоєнної Європи. Матеріали міжнародної наукової конференції (Мюнхен, Німеччина, 1–3 липня 2012 р.), ред. Оксана Юркова. Київ: Інститут історії України, 2014, с. 167–186.
- Українські інтерпретації Волинської різанини, Ї [Львів], 2013, № 74, с. 44–53.
- «Західні» категорії в українській пострадянській історіографії: мовні зміни в епоху перекладів, Україна Модерна, 2010, № 5 (16), с. 153–182.
- «Велика Вітчизняна війна» в політиках пам’яті Білорусі, Молдови та України: кілька порівняльних спостережень, Україна Модерна, 2009, т. 4 (15), с. 206–218.

Переклади:
- Педрик Кені. Карнавал революції. Центральна Європа 1989 року. — Київ: Критика, 2006. — 472 с. [із сестрою Тетяною].
- Нові перспективи історіописання /За ред. Пітера Берка. — Київ: Ніка-Центр, 2004. — 392 с. [із сестрою Тетяною].
- Тейлор А. Дж. Габсбурзька монархія 1809–1918. Історія Австрійської імперії та Австро-Угорщини. — Львів: ВНТЛ-Класика, 2002. — 268 с. [із Сергієм Савченком].

## Відеоблоги
У 2011—2016 роках Портнов зняв 99 відеоблогів з різних питань міжнародної гуманітарної науки (в тому числі інтерв'ю з Енн Епплбом, Володимиром Куликом, Юрієм Сльозкіним, Марією Левицькою, Альвідасом Нікзентайтісом, Герхардом Зімоном та іншими) для порталу net.abimperio.net (більше не існує). Більшість з них можна було побачити на особистому каналі Портнова на YouTube. У 2018—2019 роках Портнов підготував 15 відеооглядів книг для свого каналу, що транслювалися також телеканалом «Еспрессо TV». У 2018 році був створений You-Tube You-Tube канал кафедри історії України в Європейському університеті Віадріна, на якому розміщуються як відеоролики з різних конференцій кафедри, літніх шкіл та колоквіумів, так і нові відеоблоги професора Портнова.

## Громадська діяльність
Член українського ПЕН-клубу і Німецької асоціації з досліджень Східної Європи (DGO).